# Omar Saif Ghobash
Omar Saif Ghobash ( em árabe: عمر سيف غباش ; nascido em 1971)  é um diplomata e autor dos Emirados Árabes Unidos. Foi nomeado embaixador dos Emirados Árabes Unidos na França em 24 de novembro de 2017, tendo anteriormente atuado como embaixador dos Emirados Árabes Unidos na Rússia de 2009 a 2017.  Ghobash escreveu o livro Cartas a um jovem muçulmano (janeiro de 2017), que foi escrito como uma série de cartas ao filho mais velho sobre o que significa ser muçulmano no século XXI. 

## Educação
Ghobash foi educado na Rugby School,  uma escola independente para meninos na cidade de Rugby em Warwickshire, entre os anos 1986-1989. Em seguido entre 1989 e 1992 estudou no Balliol College da Universidade de Oxford, onde recebeu um Bacharel em Direito .  Entre 2003 e 2007, ele estudou BSc. em Matemática Pura e Aplicada, em um programa externo da Universidade de Londres .  
Ghobash patrocina o Prêmio Banif Saif Ghobash para a Tradução Literária Árabe, em memória de seu pai, Saif Ghobash, o primeiro Ministro de Estado dos Negócios Estrangeiros dos Emirados Árabes Unidos,  que foi assassinado no Aeroporto Internacional de Abu Dhabi em 1977.   Ele é também um dos fundadores do Prêmio Internacional de Ficção Árabe, que funciona com o apoio da Fundação Booker Prize em Londres . Ele fundou uma das primeiras galerias de arte contemporânea da região, A Terceira Linha, que tem sede em Dubai, e o Fundo Árabe para Artes e Cultura, que apóia e identifica os canais de produção, pesquisa e distribuição da arte e cultura árabes contemporâneas. 
Ghobash está no corpo consultivo do Centro Internacional para o Estudo da Radicalização e da Violência Política no King's College de Londres e na Academia Diplomática dos Emirados, em Abu Dhabi. 
Antes de sua nomeação como embaixador, os Emirados Árabes Unidos não tiveram uma missão diplomática em Moscou por muitos anos. Mais recentemente, no entanto, a UAE investiu cerca de US $ 6 bilhões de dólares em infra-estrutura da Rússia.  Ghobash acredita que a participação da Rússia no combate ao extremismo é essencial para criar estabilidade na região.  Uma delegação de Abu Dhabi, liderada pelo ministro das Relações Exteriores, xeque Abdullah Bin Zayed Al Nahyan, reforçou sua presença no Kremlin em 2015 para co-desenvolver soluções para combater o terrorismo e os conflitos no Oriente Médio . 
Ele é considerado por muitos como um líder de pensamento do Islã moderado e do futuro do mundo árabe, muitas vezes pedindo mudanças através da inovação tecnológica e da educação nos países árabes.  Em relação ao extremismo em jovens muçulmanos, ele disse: “O principal desafio para nós é parar de tratar nossos jovens à uma certa distância, porque há recrutadores lá fora, certificando-se de roubar os jovens de nós.” 
Depois de receber financiamento do governo de Abu Dhabi, Ghobash esteve envolvido em 2008 em discussões com John Sexton na abertura de um campus da Universidade de Nova York em Abu Dhabi em 2010. 
Ghobash é um alpinista ávido, e chegou a passar cinco anos escalando as montanhas do Nepal e da Suíça . Ele fala árabe, inglês, russo, francês, italiano e espanhol . 